# کش اوت
کَش اوت (انگلیسی: Cash Out) یک فیلم اکشن آمریکایی محصول سال ۲۰۲۴ به کارگردانی ایوز با بازی جان تراولتا، کریستین دیویس، لوکاس هاس، کویوو و جوئل کوهن است. این فیلم در ۲۶ آوریل ۲۰۲۴ منتشر شد.

## داستان
فیلم در مورد رهبر گروهی از سارقان حرفه‌ای به نام میسون گدارد (با بازی جان تراولتا) است که متوجه می‌شود معشوقه او، آملیا دکر (با بازی کریستین دیویس) یک مأمور مخفی اینترپل است. حال میسون تصمیم می‌گیرد تا زندگی جنایی خود را کنار گذاشته و بازنشسته شود اما زمانی که برادر کوچکترش شاون (با بازی لوکاس هاس) به تنهایی دست به یک سرقت بزرگ بانکی می‌زند، میسون چاره‌ای ندارد جز اینکه به او کمک کند. اما وقتی نقشه سرقت به درستی پیش نرفته و آن‌ها توسط اف‌بی‌آی در داخل بانک محاصره می‌شوند، اینترپل از آملیا دکر برای مذاکره با سارقان استفاده می‌کند و…

## تولید
فیلمبرداری در کلمبوس (جورجیا) در ژوئن ۲۰۲۲ انجام شد.

## دنباله
یک دنباله بنام کَش اوت ۲ توسط رندال امت کارگردانی و در آوریل ۲۰۲۳ در د ایبرویل، میسیسیپی فیلمبرداری شد.